# Trattengo il fiato
Trattengo il fiato – singel Emmy Marrone, wydany 24 stycznia 2014, pochodzący z albumu Schiena. Utwór został napisany i skomponowany przez Daniele Magro, a za produkcję odpowiadał Brando.
Nagranie było notowane na 36. miejscu na liście pięćdziesięciu najlepiej sprzedających się singli we Włoszech i otrzymało złoty certyfikat za sprzedaż w nakładzie przekraczającym 15 tysięcy kopii.
Teledysk towarzyszący kompozycji, w reżyserii Marco Saloma, miał premierę 12 lutego 2014 w serwisie YouTube na oficjalnym kanale artystki. Wideo było realizowane w jednym z teatrów w Urbino z udziałem 300 fanów piosenkarki, wyłonionych w specjalnie zorganizowanym konkursie.

## Notowania

### Pozycja na liście sprzedaży
| Kraj   | Notowanie (2014) | Najwyższa pozycja | Certyfikat | Sprzedaż |
| ------ | ---------------- | ----------------- | ---------- | -------- |
| Włochy | FIMI             | 36                | złoto      | 15 000+  |

### Pozycje na listach airplay
| Kraj   | Notowanie (2014)                        | Najwyższa pozycja |
| ------ | --------------------------------------- | ----------------- |
| Włochy | Classifica airplay Radio settimanale    | 18                |
| Włochy | Classifica airplay Italiana settimanale | 4                 |